# بنو قتب
بني كتب هي إحدى قبائل الإمارات العربية المتحدة، وتتواجد ايضا في سلطنة عمان. ويسمى الفرد منهم بالقتبي أو الكتبي، هو اسم عائلة شائع في شمال الإمارات العربية المتحدة اليوم. وتتكون من قسم جنوبي مستقر و القسم الشمالي البدوي، كانت القبيلة لفترة طويلة مؤثرة في تسيير الأمور في المناطق الداخلية من إمارات الساحل المتصالح. استقر الفرع الشمالي في الغالب في المدن الداخلية مثل الذيد وقلعة الفلاية.

## الأصل
هم آل كتب بن صُبيح بن منيع بن خالد بن عبد الرحمن من بني خالد.
وقيل انهم من ضبة بن أد بن طابخة بن إلياس بن مضر بن نزار بن معد بن عدنان.

## التسوية
تألفت القبيلة في مطلع القرن التاسع عشر من حوالي 2100 من البدو الرحل (منهم حوالي 600 رجل مقاتل) و2700 شخص مستقر. منطقة "دار" البدوية في بني كتب تمتد من جنوب البريمي الواحة إلى السفوح الشرقية لـ جبال الحجر، وسهل جيري شمال الشارقة والمنطقة الخصبة المحيطة بواحة الشارقة الداخلية الذيد. استقر جنوب بني كتب، حوالي 500 أسرة، حول قرية أفلاج بني كتب في منطقة الظاهرة. مع مرور الوقت انفصلت هذه عن القسم الشمالي من القبيلة وفي القرن العشرين أصبحت الظاهرة معترف بها كمحافظة في عمان.

## التأثير السياسي
كانت قبيلة بني قتب قبيلة مؤثرة للغاية وغالبًا ما كانت متورطة في الصراع السياسي بين حكام الساحل المتصالح ومن الأمثلة على ذلك النزاع الذي وقع عام 1905 حول وادي حتا. كانت القرية المجاورة لحتا، مصفوت، موطنًا تقليديًا لقبيلة نعيم، الذين ينحدرون في الأصل من البريمي. وجدوا أنفسهم تحت التهديد عندما قام بني قتاب ببناء حصن في وادي حتا وبدأوا في مضايقة القوافل التي تمرعبر الممر إلى ساحل الباطنة العمانية. مناشدة زيد بن خليفة آل نهيان، وبعد اجتماع شيوخ إمارات الساحل المتصالح في دبي في أبريل من ذلك العام، حصل النعيم على دعم زايد ضد شيخ أم القيوين، الشيخ راشد بن أحمد المعلا، الذي كان من أشد المؤيدين لبني قتاب في هذه الخلافات وغيرها.
وقد سدد هذا الولاء عندما توفي راشد بن أحمد فجأة بالالتهاب الرئوي في عام 1922. وكان لبني كتب، في عهد الشيخ محمد بن علي الحويدان، دور فعال في ضمان الخلافة السلسة لحاكم أم القيوين، الشيخ عبدالله بن راشد المعلا الثاني بوفاة والده. قام الشيخ الشاب، خوفًا من نوايا أعمامه وأفراد عائلته الآخرين، بتأمين المدينة بمساعدة 100 رجل من بني قتاب. وكان أيضًا الشيخ محمد بن علي الحويدان هو الذي حصل على علاوة من حاكم الشارقة قدرها 2500 روبية.

### دعم خالد بن أحمد القاسمي
وشهدت العشرينيات من القرن الماضي، على وجه الخصوص، اندلاع القتال في جميع أنحاء المناطق الداخلية، ولم تكن بني قتب بعيدة عن القتال أبدًا. شاركوا في القتال القبلي في البريمي بالإضافة إلى الغارات والغارات المضادة التي امتدت حتى قلعة الفلاية في الشمال (وهي موطن لعدد من بني كتب)، مع العوامر والدرعي والمناصير وبني ياس جميعهم انخرطوا في سلسلة معقدة من الصراعات التي جلبت حكام أبو ظبي بحلول عام 1925. ودبي والشارقة معًا لمحاولة التوسط في السلام. تورطت القبيلة مرة أخرى في صراع عندما تم عزل حاكم الشارقة خالد بن أحمد القاسمي في عام 1924، وانحاز إلى خالد ضد الحاكم الجديد السلطان، لكنه انضم إلى سلطان في حرب الشارقة مع عجمان عام 1933 بسبب نفوذ عبد الرحمن الحيرة.
بدعم خالد بن أحمد مرة أخرى في عام 1937، لعب بني قتب دورًا رئيسيًا في توليه منصب حاكم كلباء.
السيطرة بشكل فعال على المناطق الداخلية للإمارات الشمالية، ودتد القبيلة من قبل العديد من الحكام بشأن منح حق الوصول لشركات النفط التي حصلت على امتيازات. حتى في أربعينيات القرن العشرين، كانت قوة بني قتب المكونة من 200 إلى 250 من البدو المسلحين قوة حاسمة.

## انظر ايضا
- آل كلداري
- آل معلا